# 毕业生 (电影)
《毕业生》（英語：The Graduate）是一部1967年的美國独立、浪漫、喜劇電影，根据查尔斯·韦伯在威廉姆斯学院毕业后短期内所写的一部同名小说改編而成，由迈克·尼科尔斯执导。电影讲了尚无目标的21岁的毕业生本杰明·布拉达克受年纪大许多的罗宾森夫人引诱，最后爱上她女儿伊琳的故事。
电影于1967年12月21日上映，同时取得了评论界和商业上的好评。在美国和加拿大取得了1.05亿美元的票房，成为1967年最卖座的电影。考虑到通货膨胀（2021年）后，这部电影相当于取得8.57亿票房，如此让它成为了美国和加拿大最高电影票房收入第22。
它在第40届奥斯卡金像奖取得了7项提名，包括最佳影片和最佳导演奖，最终取得最佳导演奖项。1996年，《毕业生》被美国国家影片登记表收录，因为其“文化，历史和美学意义”。它（2007年）被美国电影学会选为AFI百年百大电影第17，在2007年榜单中排名第7。

## 情节
取得学士学位后的本杰明·布拉达克因为对未来感到迷茫，在一次宴會中，罗宾森夫人来到班傑明卧室，以不会开车为由要求本杰明开车送她回家，并在到家后，對本杰明進行各類曖昧行為，班傑明對羅賓森夫人行為表示不適，並在臥室見到羅賓森夫人的裸體後逃離，但不久後罗宾森先生到家，与本杰明交谈，意在帮助本杰明克服心中的迷茫，並建議班傑明與自己女兒伊琳約會。
在班傑明的21歲戶外生日宴會，班傑明父親強迫班傑明穿著自己送的生日禮物水肺潛水裝備，在泳池中游泳給眾人觀賞。在父母與來賓歡笑與鼓勵中，班傑明潛入泳池，每當看向岸上的父母，便頻頻被父親推下去更深的水裏，強迫其繼續表演。
一段时间后，本杰明主动打电话约罗宾森夫人去塔夫特酒店，化名格莱德斯都恩先生並訂了單人房，经过第一次的生涩与尴尬后，本杰明渐渐熟悉，并与罗宾森夫人经常出入酒店。某次母亲的询問，让本杰明难以解释自己为什么每天晚上不回家，他便向罗宾森夫人请教。自此他知道羅賓森夫妇并不相爱只是奉子成婚且罗宾森夫人要本杰明保证自己不会与其女儿伊琳约会。
在本杰明父母的强烈要求下，本杰明仍与伊琳约会。但他极力以各种方式怠慢伊琳或引起她的反感。最后在脱衣舞俱乐部伊琳流泪委屈離開，本杰明随后道歉，並坦白这些举动是为回应父母让他与她约会的意图，自己并不讨厌她。之后他们便一起去吃快餐聊天。伊琳提议去塔夫特酒店，在被酒店服务员认出为格莱德斯都恩先生，班傑明以塔夫特酒店沒有酒吧為由帶著伊琳離開，之後他向伊琳坦白自己与一位已婚女士有染，但保证已经结束了，之后本杰明开车送伊琳回家，约定第二天继续约会。
为了阻止本杰明与伊琳约会，第二天罗宾森夫人威胁本杰明向伊琳告知这件事。本杰明冲进伊琳卧室先向伊琳说明，最后被伊琳赶出门，不久后回了伯克利大学。本杰明向父母称自己要娶伊琳·罗宾森，并开车前往其学校在附近租下一间卧室。之后他跟随伊琳外出，了解她和一位叫卡尔·史密斯的医学生约会。一次伊琳来到班傑明卧室，指责本杰明强奸自己母亲，本杰明向伊琳解释是其母亲先引诱他之后，兩人关系和好，本杰明多次表示想和她结婚。在买完钻戒回到租屋處，本杰明发现羅賓森先生在等他，他说自己已经知道了所有事情，准备与妻子离婚并命令本杰明离开伊琳，她马上要与卡尔结婚了。本杰明在其离开后去找了羅賓森夫人，羅賓森夫人表示對班傑明的不歡迎，之後班傑明離開，卡尔的同学等知道他们会在圣巴巴拉教堂举行婚礼。
本杰明驱车快到时，汽车没有燃料。他奔跑到教堂，教堂大門鎖住，於是他跑上二楼，隔着玻璃望著親吻的伊琳和卡爾，大喊伊琳的名字，伊琳见后大喊班傑明的名字回應，班傑明匆匆下樓，穿過欲將他包圍的伊琳的親友，拉著伊琳一起逃出教堂，与伊琳坐上同辆公车。两人狂喜后轉為面对镜头的尴尬和迷茫，公車駛向遠方。

## 演员
- 达斯汀·霍夫曼饰演本杰明·布拉达克
- 安妮·班克罗夫特特饰演罗宾森夫人
- 凯瑟琳·罗斯饰演伊琳·罗宾森
- William Daniels（英语：William Daniels） 饰演布拉达克先生
- Murray Hamilton（英语：Murray Hamilton） 饰演罗宾森先生
- Elizabeth Wilson（英语：Elizabeth Wilson）饰演布拉达克夫人
- 巴克·亨利饰演酒店职员
- Brian Avery（英语：Brian Avery） 饰演卡尔·史密斯

## 制作
导演这样一部电影对尼科尔斯并不容易，尽管他当时已经是一名出色的百老汇导演，但在好莱坞还是无人知晓。制片人劳伦斯·特曼只想让尼科尔斯执导，但一直未能获得资金。特曼提到所有工作室都拒绝参加这个项目，原话是“他们读了这本书并且讨厌它，没有人认为它有趣”。接着他联系到约瑟夫·E·莱文，他愿意投资这部电影因为他与尼科尔斯在另一部话剧The Knack有合作，加上因为他听说Elizabeth Taylor专门要求尼科尔斯导演她与Richard Burton出演的灵欲春宵。
在资金取得保证后，尼科尔斯提议让巴克·亨利担任编剧，虽然他一般从事即兴喜剧工作而且没有写作背景。尼科尔斯对亨利说：“我觉得你能做到，我觉得你应该做到。”尼科尔斯最终获得了15万美元的薪水以及电影利润的六分之一。

### 选角
尼科尔斯对罗宾森夫人的最初选择是法国女演员让娜·莫罗。出于在法国文化里，有年纪大的女性教导年轻男性性事的俗套情节。选角期间考虑过很多演员，其中多丽丝·戴因为电影中要求的裸露情节拒绝了邀约。谢利·温特斯、英格丽·褒曼、爱娃·玛丽·森特、艾娃·加德纳、帕特里夏·尼尔、苏珊·海沃德、德博拉·克尔、丽塔·海华丝、拉娜·特纳以及杰拉尔丁·佩奇都曾被考虑饰演罗宾森夫人。
达斯廷·霍夫曼曾在梅尔·布鲁克斯的电影《制片人》中饰演Liebkind，在此电影开拍之前，霍夫曼请求布鲁克斯让他参与《毕业生》的试镜。在试镜本杰明时，他快到30岁生日了。他被要求和罗斯试演一场爱情戏，而他此前从未试过。并且说道：“一个像罗斯那样的女孩就算给她100万年也不会找像我这样的。”罗斯同意这段话，相信“霍夫曼看上去只有3英尺……非常不整洁。这会是场灾难”。制片人约瑟夫·E·莱文后来承认他最开始以为霍夫曼“是某个送信的小孩”。尽管（或者正因为）霍夫曼的尴尬表演，尼科尔斯选他作了主角。
“对我来说，麦克·尼科尔斯选并不合适的我作主角一件非常有勇气的事，我指的是我是一个犹太人，“霍夫曼说，”事实上，很多评论家都对此有负面评价，甚至能说有一点反犹……在评价里我被说成‘大鼻子’，‘鼻音很重’。”霍夫曼因为此电影获得20000美元报酬，但在扣完税和生活成本后只有4000美元。在花完这些钱后，霍夫曼申请了美国失业保险，每周获得55美元，住在曼哈顿西村的一个二居室公寓里。
在霍夫曼获得此角色之前，罗伯特·雷德福和查尔斯·格罗丁是优先人选。雷德福试了一部分本杰明的戏（坎迪斯·伯根饰演伊琳），但尼科尔斯认为雷德福并没有本杰明有的那种落魄形象作罢。格罗丁一早就因为制片人劳伦斯·特曼提供的500美元一周的过低片酬拒接了。后来片方提高了片酬，但他仍拒绝了，因为他不能一夜之间为试镜做好准备。“如果他们给我三天准备，我觉得我能拿到这个角色。”他说道。
哈里森·福特也试镜过本杰明，后来被拒绝。
伯特·沃德曾在非正式情况下提供霍夫曼的角色，但他早就答应在《蝙蝠侠》中出演罗宾一角色。
杰克·尼科尔森、史蒂夫·麦奎因、安东尼·珀金斯、沃伦·比蒂、乔治·佩帕德、乔治·史蒂文斯·汉密尔顿、凯尔·杜拉、布兰登·迪维尔德和迈克尔·帕克斯都被考虑饰演本杰明一角色。
尽管安妮·班克罗夫特和凯瑟琳·罗斯在电影中扮演母女，但她们仅相差八岁。班克罗夫特和霍夫曼年龄差小于六岁。

### 拍摄
摄影效果受尼科尔斯影响，选择了奥斯卡奖得主罗伯特·萨蒂斯来拍摄。萨蒂斯自1920年起就在此行工作，曾参与《宾虚》的拍摄。后来他说道：“拍这部电影用了我30年所学的一切。我知道麦克·尼科尔斯是个很注重镜头的年轻导演，我从没在其他电影花费比这部还多的精力。”
很多伯克利大学校园的外景实际上实在洛杉矶的南加州大学拍摄的。
电影婚礼所用的教堂实际是拉文的联合循道会教堂。在40周年纪念发行的评论音轨DVD中，霍夫曼透露他对敲到教堂窗玻璃的镜头感到不安，因为教堂的牧师观看电影时并不赞成此做法。电影的婚礼镜头很大程度受一部1924年哈罗德·劳埃德主演的喜剧电影《真情难诉 （页面存档备份，存于）》的影响，他也是本镜头的一个顾问。

### 音乐
这部电影提升了民谣摇滚二人组西蒙与加芬克尔的知名度。最初，尼科尔斯和奥斯汀只是将他们现有的歌曲，比如《寂静之声》，作为剪辑的一种节奏手段，直到尼科尔斯认为替换原创音乐不够有效，决定将它们包含在电影原声带中，这在当时是一种不寻常的做法。
根据彼得·巴特在2005年5月15日发布的《综艺》杂志的一篇文章，制片人劳伦斯·特曼随后为西蒙达成了一项协议，让他为电影创作三首新歌。在他们几乎完成电影剪辑时，西蒙只写了一首新歌。尼科尔斯苦求他提供更多，但西蒙在巡演，告诉他自己没有时间。他弹了几个音符，是一首他一直在创作的新歌：“这不是为了电影…这是一首关于过去时光的歌——关于罗斯福夫人和乔·迪马焦和其他的歌。”尼科尔斯建议西蒙：“现在这是关于罗宾逊夫人了，不是罗斯福夫人。”

## 发行
《毕业生》在1967年12月20日在纽约市的Coronet剧院和57街的Lincoln Art剧院进行了双重首映。它于1967年12月21日正式向公众上映。

### 家庭媒体
20世纪福克斯家庭娱乐发行了《毕业生》的蓝光碟。MGM家庭娱乐在2016年发行了DVD，标准收藏发行了全新的数字4K版。

## 评论及影响

### 评价
《毕业生》在评论界获得了广泛的积极回应。《综艺》杂志的A.D. Murphy和《芝加哥太阳报》的罗杰·埃伯特赞扬了这部电影，Murphy评价这是一部“令人愉悦的讽刺喜剧戏剧”。埃伯特赞扬它是“当年最有趣的美国喜剧”。
但来自《生活》的Richard Schickel认为这部电影“一开始为了讽刺年轻一代的异化精神，前一半做得非常优秀，但最后却出卖了它的创造者试图取笑的精神......很可惜——他们在一些小玩意上犯错导致不能完成本来很伟大的作品。”
Pauline Kael质疑道：“当他们如此明显地在市场上购买纯真时，你如何才能让他们（年轻观众）相信一部出售纯真的电影是一部非常商业化的作品？”
影评人持续赞扬这部电影，但不总是如先前热情。在这部电影三十周年纪念日重新发行时，Ebert收回了之前对这部电影的一些赞扬，并指出他觉得这个时代已经过去了，他现在对罗宾逊夫人的同情多于对本杰明的同情（他认为本杰明是“令人难以忍受的怪物”） ，将对罗宾逊夫人的同情和对本的鄙视视为一种成熟和智慧。
他和Gene Siskel一起在电视节目Siskel & Ebert上对这部电影给予了积极但不热情的评价。此外，该片在美国电影学会最伟大美国电影排行榜上的评级从1997年的第七位下降到2007年更新的第17位。然而，Lang Thompson认为“它确实没有过时太多”。
影评聚合网站烂番茄根据 87 条影评给出了 86% 的支持率，平均评分为 8.90/10。该网站的评价是：“音乐、表演、摄影精准捕捉了大学毕业后的不适感觉——《毕业生》的成长故事确实是一个永恒的故事。”在类似的网站 Metacritic 上，根据 19 名影评人的评分，这部电影获得了 83 分（满分 100 分），表明“普遍好评”。

## 文化影响
在村上春树的小说《挪威的森林》中，男主人公曾提到当时热映的《毕业生》但并没做出正面评价。
在情景喜剧《宋飞正传》S08E20中恶搞了罗宾逊夫人与本杰明的桥段。

## 奖项
本片公映后获得来自多个组织的多个奖项。

### 改編作品
该片在1998年被改编成一个话剧，轰动了伦敦西区和百老汇，并开始在美国全国巡回演出。一些上年纪的著名女星也因为饰演了罗宾逊夫人而大红大紫。 

### 续集
查尔斯·韦伯为他的原著小说写了续集《家庭学校》(Home School)，但最初由于他在 20 世纪 60 年代签署的合同而拒绝完整出版。当他将电影版权出售时，他放弃了任何续集的版权。如果他要出版《家庭学校》，拥有《毕业生》版权的法国媒体公司Canal+就可以在未经他许可的情况下将其改编成为影视作品。《家庭学校》的摘录于2006年5月2日在《泰晤士报》上发表。韦伯告诉该报，只要他能够使用法国版权法获得完整权利，他有可能找到一家出版商出版全文。2006 年5月30日，《泰晤士报》报道韦伯已与兰登书屋签署了《家庭学校》的出版协议，他希望该协议能让他通过法国律师尝试收回自己的权利。该小说于 2007 年在英国出版。 